# Karl Heinz Bohrer
Karl Heinz Bohrer (* 26. September 1932 in Köln; † 4. August 2021 in London) war ein deutscher Literaturkritiker, Literaturtheoretiker und Publizist.

## Leben
Bohrer war der Sohn des promovierten Volkswirts Hermann Bohrer und seiner Ehefrau Elisabeth Bohrer, geb. Ottersbach. Er besuchte von 1939 bis 1943 die Volksschule in seiner Heimatstadt Köln. Danach war er Schüler am humanistischen Gymnasium und Landschulheim Birklehof in Hinterzarten im Schwarzwald. Die Pädagogik des Internats wurde nach dem Zweiten Weltkrieg von dem Philosophen Georg Picht neu begründet. 1953 legte Bohrer die Reifeprüfung ab und studierte zunächst zwei Semester lang Germanistik, Theaterwissenschaft und Geschichte an der Universität zu Köln. Im selben Jahr fuhr er zum ersten Mal nach England, über das er in den kommenden Jahrzehnten immer wieder geschrieben und wo er auch lange gelebt hat.
Im Sommersemester 1954 wechselte er an die Universität Göttingen, wo er Germanistik, Geschichte und Philosophie studierte. Er begegnete dort unter anderem den Germanisten Arthur Henkel (der später sein Doktorvater wurde), Wolfgang Kayser und Hans Neumann, den Historikern Hermann Heimpel, Karl Lange, Percy Ernst Schramm und Reinhard Wittram sowie den Philosophen Helmuth Plessner und Hermann Wein.
Im Jahr 1957 legte Bohrer an der Universität Göttingen das Staatsexamen in den Fächern Deutsch und Geschichte ab. Danach nahm er eine Tätigkeit als Lektor für deutsche Sprache am Deutschen Zentrum in Stockholm auf. Für seine Promotion immatrikulierte er sich im Sommersemester 1960 an der Universität Heidelberg, an der er den Historiker Rudolf von Albertini sowie die Germanisten Arthur Henkel und Peter Wapnewski hörte. 1961 wurde er bei Arthur Henkel mit der Arbeit Der Mythos vom Norden. Studien zur romantischen Geschichtsprophetie promoviert.
Bohrer schrieb Kulturreportagen und literarische Essays für den Rundfunk und die Deutsche Zeitung, ehe er 1962 nach Hamburg in die Feuilletonredaktion der Welt kam. Von 1966 bis 1982 gehörte er der Feuilletonredaktion der Frankfurter Allgemeinen Zeitung an und leitete ab 1968 deren Literaturressort. 1974 wurde er in dieser Funktion durch Marcel Reich-Ranicki abgelöst, der später über seinen Vorgänger Bohrer sagte, dieser habe den Literaturteil „mit dem Rücken zum Publikum redigiert“. Nach einer Pause von einem Jahr ging Bohrer dann 1975 für die FAZ als Korrespondent nach London.
1977/78 habilitierte er sich an der Fakultät für Linguistik und Literaturwissenschaft der Universität Bielefeld mit einer Studie über die Ästhetik des Schreckens. Die pessimistische Romantik und Ernst Jüngers Frühwerk. 1982 wurde er auf den Lehrstuhl für Neuere deutsche Literaturgeschichte an die Universität Bielefeld berufen. 1984 wurde ihm als Nachfolger von Hans Schwab-Felisch die Herausgeberschaft des Merkur übertragen, die er von 1991 bis 2011 gemeinsam mit Kurt Scheel wahrnahm. Ab 1993 gab er zudem die Schriftenreihe Aesthetica des Suhrkamp-Verlags heraus. Bohrer war der erste Inhaber der Heidelberger Gadamer-Professur.
1997 wurde er in Bielefeld emeritiert. Karl Heinz Bohrer war in erster Ehe mit Barbara Bohrer verheiratet, in zweiter Ehe mit der Schriftstellerin Undine Gruenter († 2002). Er wohnte zuletzt in London und lebte in dritter Ehe mit Angela Bielenberg (geb. Gräfin von der Schulenburg). Bohrer starb Anfang August 2021 im Alter von 88 Jahren in London.
Im September 2021 erschien bei Suhrkamp postum Was alles so vorkommt: Dreizehn alltägliche Phantasiestücke.

## Werk
Der österreichische Schriftsteller Franz Schuh bezeichnete Bohrer in einem weiträumigen Essay Der letzte Ästhet. Zu den Schriften Karl Heinz Bohrers als „derzeit wichtigsten Denker des Ästhetischen“. In diesem Aufsatz besprach Schuh eine Reihe von Arbeiten Bohrers, die dieser der Thematik eines ästhetisierenden Schrecklichen und Bösen gewidmet hatte. Es handelt sich um: 1. Erscheinungsschrecken und Erwartungsangst, 2. Die Ästhetik des Schreckens. Die pessimistische Romantik und Ernst Jüngers Frühwerk, 3. Die Grenzen des Ästhetischen, 4. Sprachen der Ironie – Sprachen des Ernstes. Das Problem, 5. Ästhetik des Staates, 6. Das Böse – eine ästhetische Kategorie?, 7. Der Abschied. Theorie der Trauer. Baudelaire, Goethe, Nietzsche, Benjamin und 8. Möglichkeiten einer nihilistischen Ethik. Neben seinen späteren Essays schrieb Bohrer auch eine Autobiographie in zwei Bänden: Granatsplitter (2012) und Jetzt (2017).
Anlässlich des Spieles der Wembley-Elf (1972) prägte der damalige London-Korrespondent Bohrer die Wendung, Netzer habe seine Vorstöße „aus der Tiefe des Raumes“ vorgetragen. Die Formulierung brachte es zur stehenden Redewendung, nicht nur im Fußballdiskurs zum Titel eines Kinofilms. Bohrer wird ebenso mit der Prägung des Begriffs „Gutmensch“ in Verbindung gebracht.

## Auszeichnungen
- 1968: Joseph-E.-Drexel-Preis
- 1978: Johann-Heinrich-Merck-Preis für Essay und literarische Kritik[18]
- 1994: Wilhelm-Heinse-Medaille
- 2000: Lessing-Preis für Kritik
- 2002: Gadamer-Stiftungsprofessur; Deutscher Sprachpreis
- 2005: Großer Literaturpreis der Bayerischen Akademie der Schönen Künste
- 2007: Heinrich-Mann-Preis[19]
- 2011: Aufnahme in die Deutsche Akademie für Sprache und Dichtung, Darmstadt
- 2014: Bundesverdienstkreuz am Bande

## Schriften
- Der Mythos vom Norden. Studien zur romantischen Geschichtsprophetie, Heidelberg 1962, DNB 481920579, OCLC 252040202 (Inaugural-Dissertation zur Erlangung der Doktorwürde der Philosophischen Fakultät der Ruprecht-Karls-Universität Heidelberg, Referent Arthur Henkel, Korreferent Friedrich Sengle, 26. Februar 1962, 146 Seiten).
- Die gefährdete Phantasie, oder Surrealismus und Terror. Carl Hanser, München 1970 (ohne ISBN).
- Der Lauf des Freitag. Die lädierte Utopie und die Dichter. Eine Analyse. Carl Hanser, München 1973, ISBN 978-3-446-11718-1. (Rezension: Rudolf Hartung, Reflexion über die Utopie, in: Die Zeit 37/1973).
- Die Ästhetik des Schreckens. Die pessimistische Romantik und Ernst Jüngers Frühwerk. Carl Hanser, München–Wien 1978, ISBN 3-446-12511-6. – Weitere Ausgabe: Ullstein, Frankfurt am Main–Berlin–Wien 1983, ISBN 3-548-35172-7.
- Ein bißchen Lust am Untergang. Englische Ansichten. Carl Hanser, München 1979, ISBN 978-3-446-12720-3.
- Plötzlichkeit. Zum Augenblick des ästhetischen Scheins. Suhrkamp, Frankfurt am Main 1981, ISBN 978-3-518-11058-4.
- (Hrsg.:) Mythos und Moderne. Begriff und Bild einer Rekonstruktion. Suhrkamp, Frankfurt am Main 1983, ISBN 978-3-518-11144-4.
- Der romantische Brief. Die Entstehung ästhetischer Subjektivität. Carl Hanser, München–Wien 1987, ISBN 978-3-518-11582-4.
- Nach der Natur. Über Politik und Ästhetik. Carl Hanser, München–Wien 1988, ISBN 978-3-446-15301-1.
- Die Kritik der Romantik. Der Verdacht der Philosophie gegen die literarische Moderne. Suhrkamp, Frankfurt am Main 1989, ISBN 978-3-518-11551-0.
- (Hrsg.:) Ästhetik und Rhetorik. Lektüren zu Paul de Man. Suhrkamp, Frankfurt am Main 1993, ISBN 978-3-518-11681-4.
- Das absolute Präsens. Die Semantik ästhetischer Zeit. Suhrkamp, Frankfurt am Main 1994, ISBN 978-3-518-28655-5.
- Der Abschied. Theorie der Trauer. Suhrkamp, Frankfurt am Main 1996, ISBN 978-3-518-40807-0 (als TB, 2014: ISBN 978-3-518-29702-5).
- Die Grenzen des Ästhetischen. München 1998, ISBN 978-3-446-19476-2.
- Provinzialismus. Ein physiognomisches Panorama. München 2000, ISBN 978-3-446-19924-8.
- (Hrsg.:) Sprachen der Ironie – Sprachen des Ernstes. Suhrkamp, Frankfurt am Main 2000, ISBN 978-3-518-12083-5.
- Ästhetische Negativität. München 2002, ISBN 978-3-446-20071-5.
- Ekstasen der Zeit. Augenblick, Gegenwart, Erinnerung. Carl Hanser, München–Wien 2003, ISBN 978-3-446-20320-4.
- Imaginationen des Bösen. Für eine ästhetische Kategorie. München 2004, ISBN 978-3-446-20494-2.
- Großer Stil. Form und Formlosigkeit in der Moderne. Carl Hanser, München 2007, ISBN 978-3-446-20933-6.
- Das Tragische. Erscheinung, Pathos, Klage. München 2009, ISBN 978-3-446-23079-8.
- Selbstdenker und Systemdenker. Über agonales Denken. Carl Hanser, München 2011, ISBN 978-3-446-24184-8.
- Granatsplitter. Eine Erzählung. Carl Hanser, München 2012, ISBN 978-3-446-23972-2. Auch als Granatsplitter. Erzählung einer Jugend 2014 bei dtv erschienen. ISBN 978-3-423-14293-9.
- Das Erscheinen des Dionysos. Antike Mythologie und moderne Metapher. Suhrkamp, Berlin 2015, ISBN 978-3-518-58618-1.
- Ist Kunst Illusion? (= Edition Akzente). Hanser, München 2015, ISBN 978-3-446-24729-1.
- Jetzt. Geschichte meines Abenteuers mit der Phantasie. Suhrkamp, Berlin 2017, ISBN 978-3-518-42579-4.
- Mit Dolchen sprechen. Der literarische Hass-Effekt. Suhrkamp, Berlin 2019, ISBN 978-3-518-42881-8.
- Kein Wille zur Macht. Hanser, München 2020, ISBN 978-3-446-26461-8.
- Was alles so vorkommt. Dreizehn alltägliche Phantasiestücke. Suhrkamp, Berlin 2021, ISBN 978-3-518-47213-2.

## Interviews
- Alexander Kluge: 200 Jahre Revolution: Die Guillotine -- Es berichtet: Karl Heinz Bohrer. In: 10 vor 11 (dctp), RTL plus, 30. Mai 1988.[20]
- Olaf Haas, Karim Zendagui, Stefan Bollmann: Ich würde die Welt zweiteilen. Gespräch mit dem Literaturwissenschaftler und Herausgeber des ‚Merkur‘ am 20. August 1989 in Paris. In: Zeitmitschrift. Journal für Ästhetik und Politik 6 (Oktober 1989–Januar 1990), S. 63–81.
- Georg Stanitzek: „Verzicht auf bürgerliche Bewaffnung“. Interview mit Karl Heinz Bohrer. In: Texte zur Kunst, Nr. 5, 2. Jg. (1992), S. 71–87.
- Eckhard Schumacher: „Was war denn ’68?“ Ein Gespräch mit Karl Heinz Bohrer. In: Bielefelder StadtBlatt 46/1997, S. 10–11.
- Mara Delius: Von der Erotik des Denkens. Was will ein Intellektueller? Karl Heinz Bohrer spricht mit Mara Delius über Einsamkeit, Duzen und Heldenmut, Ulrike Meinhof, Jürgen Habermas und Rita Hayworth. In: Die Welt, 30. Juni 2012, S. 21–22 (Feuilleton).
- Philipp Oehmke: Huckleberry Finn aus den Ruinen. Er ist einer der schillerndsten und umstrittensten deutschen Intellektuellen. Wie es dazu kam, erklärt Karl Heinz Bohrer in seiner autobiografischen Abenteuererzählung. In: Der Spiegel, 30. Juli 2012, Nr. 31, S. 128–131 (Memento vom 15. Juni 2015 im Internet Archive).
- Jochen Rack: Gespräch mit Karl Heinz Bohrer. In: Sinn und Form 64,4 (Juli/August 2012), S. 481–491.
- Stefan Schlak: „Dieser Junge wünscht gefährlich zu leben“. Ein Gespräch mit Karl Heinz Bohrer. In: Zeitschrift für Ideengeschichte 4,3 (Herbst 2012), S. 49–66.
- Jürgen Kaube: „Die Ungeheuerlichkeit des täglichen Erlebens“. Karl Heinz Bohrer über seine intellektuelle Biographie. In: Frankfurter Allgemeine Zeitung, 8. März 2017, Nr. 57, S. 9–11 (Feuilleton) (Memento vom 13. März 2017 im Webarchiv archive.today).